# 3111 Misuzu
3111 Misuzu è un asteroide della fascia principale. Scoperto nel 1977, presenta un'orbita caratterizzata da un semiasse maggiore pari a 2,2233125 UA e da un'eccentricità di 0,1615510, inclinata di 2,01181° rispetto all'eclittica.
All'asteroide è stato dato il precedente nome della prefettura di Nagano, dove si trova l'osservatorio di Kiso che l'ha scoperto.